# Availles-Thouarsais
Pour les articles homonymes, voir Availles et Thouarsais.
Availles-Thouarsais est une commune du Centre-Ouest de la France située dans le département des Deux-Sèvres, en région Nouvelle-Aquitaine.

## Géographie
À 15 kilomètres au sud-sud-est de Thouars, la commune est traversée par le Thouet, un affluent de la Loire. Le bourg est implanté sur la rive droite du Thouet.

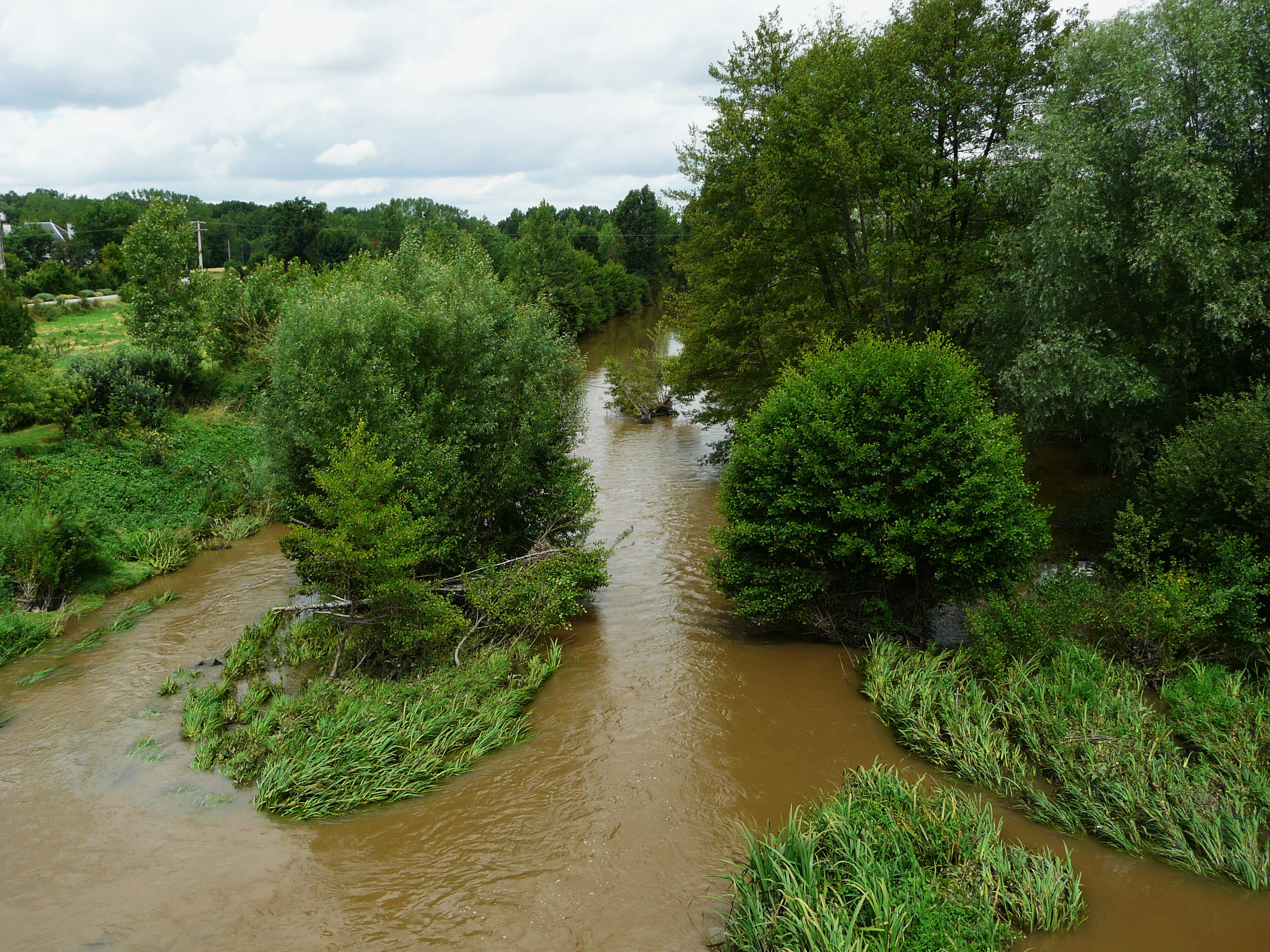
Le Thouet à Availles-Thouarsais, un lendemain d'orage violent.

### Climat
Pour des articles plus généraux, voir Climat de la Nouvelle-Aquitaine et Climat des Deux-Sèvres.
Historiquement, la commune est exposée à un climat océanique du nord-ouest.  
En 2020, Météo-France publie une typologie des climats de la France métropolitaine dans laquelle la commune est dans une zone de transition entre le climat océanique et le climat océanique altéré et est dans une zone de transition entre les régions climatiques « Moyenne vallée de la Loire » et « Poitou-Charentes »0.
Pour la période 1971-2000, la température annuelle moyenne est de 11,6 °C, avec une amplitude thermique annuelle de 14,8 °C. Le cumul annuel moyen de précipitations est de 678 mm, avec 11,2 jours de précipitations en janvier et 6,5 jours en juillet. Pour la période 1991-2020, la température moyenne annuelle observée sur la station météorologique la plus proche, située sur la commune de Glénay à 8 km à vol d'oiseau, est de 12,6 °C et le cumul annuel moyen de précipitations est de 647,9 mm,. Pour l'avenir, les paramètres climatiques de la commune estimés pour 2050 selon différents scénarios d’émission de gaz à effet de serre sont consultables sur un site dédié publié par Météo-France en novembre 2022.

## Urbanisme

### Typologie
Au 1er janvier 2024, Availles-Thouarsais est catégorisée commune rurale à habitat très dispersé, selon la nouvelle grille communale de densité à sept niveaux définie par l'Insee en 2022.
Elle est située hors unité urbaine. Par ailleurs la commune fait partie de l'aire d'attraction de Thouars, dont elle est une commune de la couronne,. Cette aire, qui regroupe 26 communes, est catégorisée dans les aires de moins de 50 000 habitants,.

### Occupation des sols
L'occupation des sols de la commune, telle qu'elle ressort de la base de données européenne d’occupation biophysique des sols Corine Land Cover (CLC), est marquée par l'importance des territoires agricoles (87,4 % en 2018), une proportion identique à celle de 1990 (87,4 %). La répartition détaillée en 2018 est la suivante : 
terres arables (60,1 %), prairies (16,7 %), forêts (12,6 %), zones agricoles hétérogènes (10,5 %). L'évolution de l’occupation des sols de la commune et de ses infrastructures peut être observée sur les différentes représentations cartographiques du territoire : la carte de Cassini (XVIIIe siècle), la carte d'état-major (1820-1866) et les cartes ou photos aériennes de l'IGN pour la période actuelle (1950 à aujourd'hui).

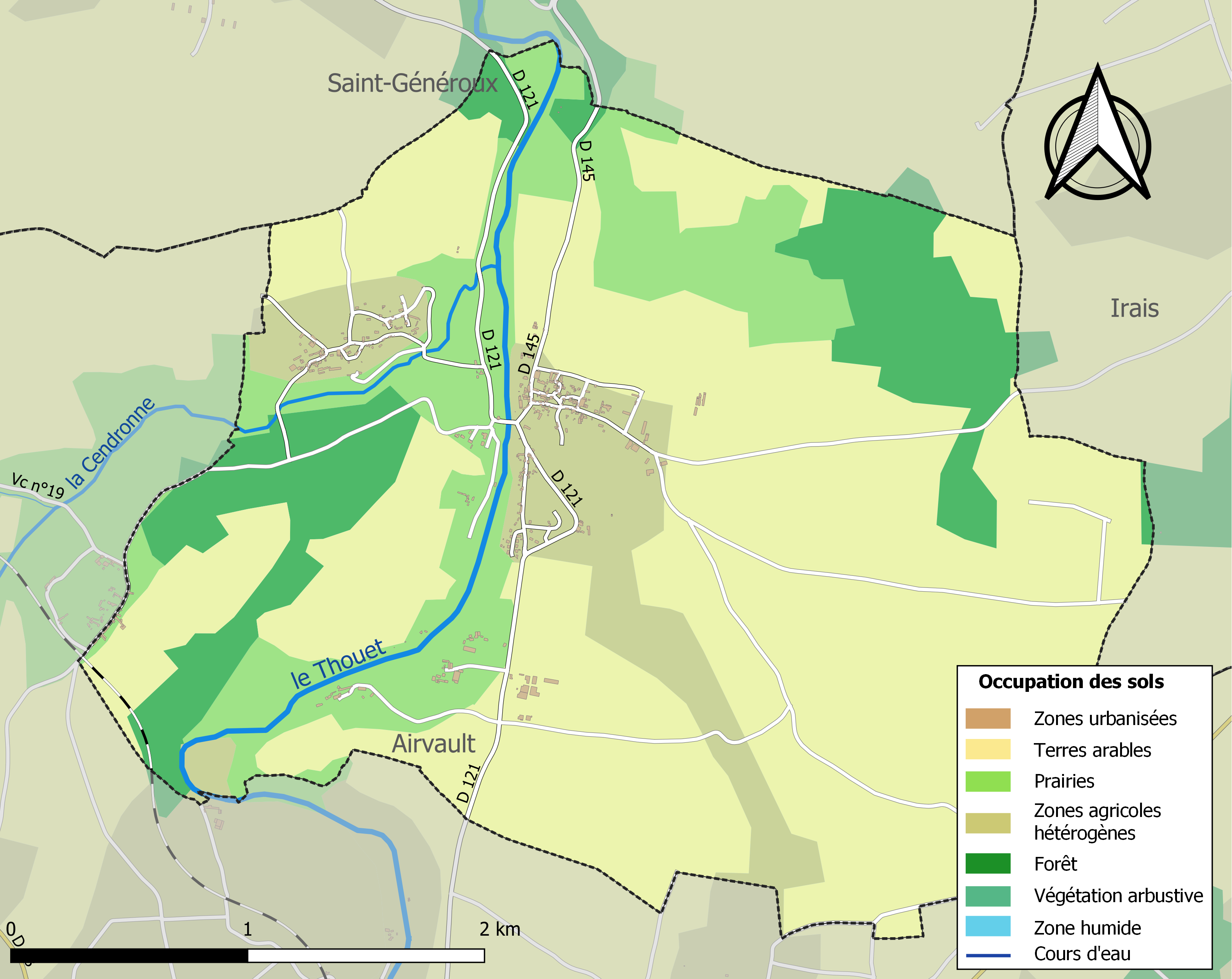
Carte des infrastructures et de l'occupation des sols de la commune en 2018 (CLC).

### Risques majeurs
Le territoire de la commune d'Availles-Thouarsais est vulnérable à différents aléas naturels : météorologiques (tempête, orage, neige, grand froid, canicule ou sécheresse), inondations, mouvements de terrains et séisme (sismicité modérée). Il est également exposé à un risque technologique, la rupture d'un barrage, et à un risque particulier : le risque de radon. Un site publié par le BRGM permet d'évaluer simplement et rapidement les risques d'un bien localisé soit par son adresse soit par le numéro de sa parcelle.

#### Risques naturels
Certaines parties du territoire communal sont susceptibles d’être affectées par le risque d’inondation par débordement de cours d'eau, notamment le Thouet et la Cendronne. La commune a été reconnue en état de catastrophe naturelle au titre des dommages causés par les inondations et coulées de boue survenues en 1982, 1983, 1995, 1999 et 2010,. Le risque inondation est pris en compte dans l'aménagement du territoire de la commune par le biais du plan de prévention des risques inondation (PPRI) de la « Vallée du Thouet », approuvé le 13 novembre 2008, dont le périmètre regroupe 22 communes.

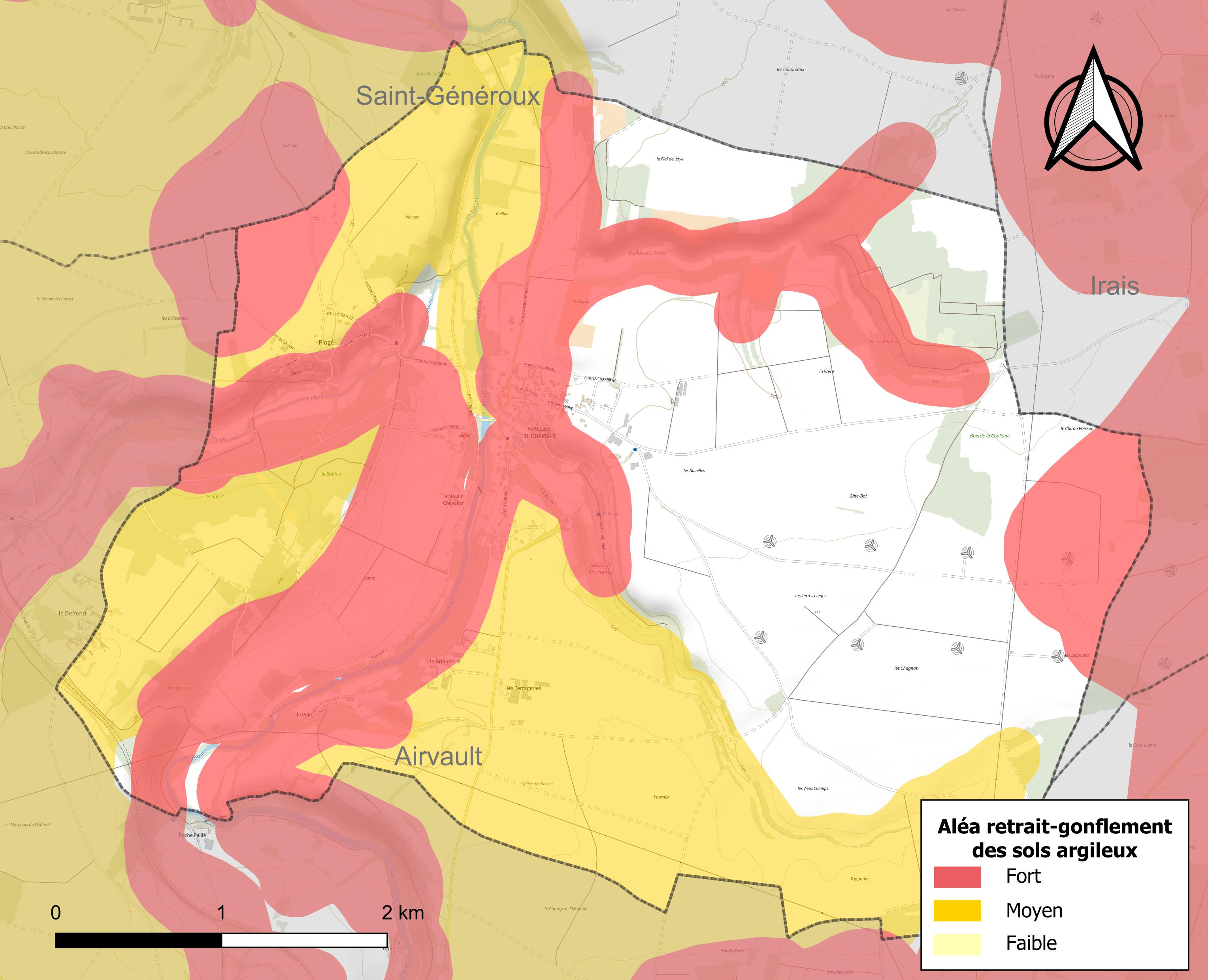
Carte des zones d'aléa retrait-gonflement des sols argileux d'Availles-Thouarsais.

Les mouvements de terrains susceptibles de se produire sur la commune sont des tassements différentiels. Le retrait-gonflement des sols argileux est susceptible d'engendrer des dommages importants aux bâtiments en cas d’alternance de périodes de sécheresse et de pluie. 66,1 % de la superficie communale est en aléa moyen ou fort (54,9 % au niveau départemental et 48,5 % au niveau national). Depuis le 1er octobre 2020, en application de la loi ELAN, différentes contraintes s'imposent aux vendeurs, maîtres d'ouvrages ou constructeurs de biens situés dans une zone classée en aléa moyen ou fort,.
La commune a été reconnue en état de catastrophe naturelle au titre des dommages causés par des mouvements de terrain en 1999 et 2010.

#### Risque technologique
La commune est en outre située en aval du barrage du Puy Terrier, un ouvrage de classe A mis en service en 1982 sur le territoire des communes de Saint-Loup-Lamairé, Louin et Gourgé, sur le cours d’eau le Cébron, affluent du Thouet. À ce titre elle est susceptible d’être touchée par l’onde de submersion consécutive à la rupture de cet ouvrage.

#### Risque particulier
Dans plusieurs parties du territoire national, le radon, accumulé dans certains logements ou autres locaux, peut constituer une source significative d’exposition de la population aux rayonnements ionisants. Selon la classification de 2018, la commune d'Availles-Thouarsais est classée en zone 3, à savoir zone à potentiel radon significatif.

## Histoire
Le village d'Availles-Thouarsais est mentionné dès 1179 dans le cartulaire de Saint Jouin de Marnes et sous le nom d'Availlia, et en 1300, dans le Grand Gauthier.
Sur la carte de Cassini représentant la France entre 1756 et 1789, le village est identifié sous le nom d'Availle.

### Éléments historiques
Une pièce d'or représentant l'empereur Tetricus a été trouvée sous des rochers.
Des tuiles romaines ont été découvertes, et des photographies aériennes ont révélé la présence d'une villa gallo-romaine avec trois bâtiments et un mur d'enceinte.
Des sarcophages en calcaire coquillier ont été mis au jour à 500 mètres de l'église.
Près d'une centaine de pièces préhistoriques ont été recueillies au village du Deffend.

### Le château fort de Piogé
La forteresse de Piogé se dresse au sommet d'un promontoire dominant le ruisseau de la Cendronne.
Elle fut détruite pour la première fois en 1207 par Philippe-Auguste qui poursuivait sa conquête du Poitou et fut reconstruite un peu plus tard.

### L'épidémie de 1630
En 1630, l'épidémie de la peste toucha le village d'Availles-Thouarsais et emporta en huit mois près d'un habitant sur trois. D'après les écrits de l'abbé Baudouin, curé de la paroisse, les cultivateurs ne récoltèrent même pas les quantités qu'ils avaient semées et abandonnèrent leurs biens pour mendier.

### Histoire récente
Depuis 2014, la commune est rattachée à la communauté de communes Airvaudais-Val du Thouet.

## Politique et administration
| Période   | Période                  | Identité                          | Étiquette | Qualité |
| --------- | ------------------------ | --------------------------------- | --------- | ------- |
| 1883      | 1919                     | Eugène Cothereau de Grands Champs |           |         |
| 1919      | 1925                     | Clément Ribillard                 |           |         |
| 1925      | mai 1945                 | François Thaudière                |           |         |
| mai 1945  | mai 1953                 | Émile Rillon                      |           |         |
| mai 1953  | mars 1983                | Hervé Texier                      |           |         |
| mars 1983 | mars 1989                | Aimé Paquereau                    |           |         |
| mars 1989 | mars 2001                | Dominique Paquereau               |           |         |
| mars 2001 | en cours (réélu en 2008) | Daniel Robert                     | SE        | Cadre   |

## Population et société

### Démographie
L'évolution du nombre d'habitants est connue à travers les recensements de la population effectués dans la commune depuis 1793. Pour les communes de moins de 10 000 habitants, une enquête de recensement portant sur toute la population est réalisée tous les cinq ans, les populations de référence des années intermédiaires étant quant à elles estimées par interpolation ou extrapolation. Pour la commune, le premier recensement exhaustif entrant dans le cadre du nouveau dispositif a été réalisé en 2007.

En 2022, la commune comptait 184 habitants, en évolution de −6,12 % par rapport à 2016 (Deux-Sèvres : +0,18 %, France hors Mayotte : +2,11 %).
| 1793 | 1800 | 1806 | 1821 | 1831 | 1836 | 1841 | 1846 | 1851 |
| ---- | ---- | ---- | ---- | ---- | ---- | ---- | ---- | ---- |
| 260  | 307  | 323  | 281  | 273  | 280  | 312  | 288  | 229  |

| 1856 | 1861 | 1866 | 1872 | 1876 | 1881 | 1886 | 1891 | 1896 |
| ---- | ---- | ---- | ---- | ---- | ---- | ---- | ---- | ---- |
| 294  | 318  | 326  | 327  | 306  | 340  | 332  | 341  | 317  |

| 1901 | 1906 | 1911 | 1921 | 1926 | 1931 | 1936 | 1946 | 1954 |
| ---- | ---- | ---- | ---- | ---- | ---- | ---- | ---- | ---- |
| 314  | 304  | 277  | 242  | 236  | 244  | 247  | 250  | 250  |

| 1962 | 1968 | 1975 | 1982 | 1990 | 1999 | 2006 | 2007 | 2012 |
| ---- | ---- | ---- | ---- | ---- | ---- | ---- | ---- | ---- |
| 246  | 220  | 224  | 249  | 241  | 223  | 212  | 210  | 203  |

| 2017 | 2022 | - | - | - | - | - | - | - |
| ---- | ---- | - | - | - | - | - | - | - |
| 198  | 184  | - | - | - | - | - | - | - |

## Culture locale et patrimoine

### Lieux et monuments
- Le château de Piogé, inscrit au titre des monuments historiques[28].
- L'église Saint-Hilaire.
- Le Tumulus du Planti dit aussi des Vieilles Vignes, attestait de l'occupation de la commune dès la fin de la Préhistoire. Il a été détruit en 1978.

### Patrimoine naturel
Vallée de Fourbeau

### Personnalités liées à la commune
Olivier Fouillet, maire d’Airvault, président de la communauté de communes Airvaudais-Val du Thouet et vice-président du conseil départemental des Deux-Sèvres.